# Дятел середній
Дятел середній (Dendrocopos medius) — вид птахів родини дятлових. В Україні осілий, кочовий вид, який поширений у лісовій і лісостеповій смугах, крім Карпат. До недавнього часу відносили до роду Дятел (Dendrocopos). Проте в останніх зведеннях виділено до роду Leiopicus.. Охороняється Бернською конвенцією.

## Опис

### Морфологічні ознаки
Маса тіла 54-85 г, довжина тіла 18-21 см, розмах крил 32-34 см. У самця смуги по боках шиї, спина, покривні пера верху крил, поперек і надхвістя чорні; плечові пера білі; на голові червона «шапочка»; лоб білуватий; горло, щоки, шия і воло білі; боки тулуба білі, з жовтим відтінком і чорними рисками; груди і черево білі, з рожевим відтінком; підхвістя рожеве; махові пера чорні, з білими плямами, які на розгорнутих крилах утворюють смуги; хвіст чорний, цупкий, загострений, крайні стернові пера білі, з чорними смугами; дзьоб і ноги темно-сірі; райдужна оболонка ока коричнева. У молодого птаха лоб і низ бруднувато-білі; червона «шапочка» менш яскрава.
Від дорослого звичайного і сирійського дятлів відрізняється червоним верхом голови, крім лоба; молодий від молодого звичайного дятла — тим, що білі щоки окреслені чорним лише знизу, від молодого сирійського дятла — білим волом; від білоспинного дятла — меншими розмірами і повністю чорними спиною та попереком.

### Звуки
У середнього дятла барабанний дроб найменш розвинений серед усіх дятлів західної Палеарктики. З цієї причини вокалізація має першорядне значення під час шлюбної поведінки. Це досить галасливий птах, особливо в сезон розмноження. Шлюбний крик можна почути наприкінці зими — на початку весни: це повільна серія гугнявих і хриплуватих нявкаючих звуків «кік — кік — кік», які дещо нагадують звуки тертя незмащеного дерев'яного колеса. Поклик — поодинокі крики тієї ж тональності, подібні до тріскучого верещання сойки. У порівнянні з малим дятлом вони більш слабкі та низькі за тональністю. Барабанить мало, у дробі чітко чутно окремі удари. Тривалість дробу приблизно така сама, як у звичайного дятла, однак він більш слабкий і не такий різкий.

## Поширення
Ареал охоплює помірні і південні широти Європи, а також невелику частину Передньої Азії. Найбільш західні ізольовані поселення цього птаха існують на півночі Іспанії в Кантабрійських горах, а також Піренеях на кордоні Іспанії та Франції. Місцями гніздиться в материковій Італії і на островах Середземного моря — Сардинії, Корсиці і Сицилії. З більш-менш високою щільністю заселяє на схід від північних і центральних районів Франції — в Центральній, Південній і Східній Європі аж до Прибалтики і західних областей Росії. У Північній Європі, включаючи Скандинавію, середній дятел не зустрічається. На сході Європи починаючи приблизно з середини 1980-х років ареал дятла став розширюватися у східному напрямку, досягнувши в середині 2000-х років Естонії, а також Смоленської, Московської, Рязанської, Пензенської, Саратовської, Волгоградської і Ростовської областей Росії. На південному сході ареалу населяє схили Великого Кавказу, Закавказзя, Туреччину (Понтійські гори, Східний Тавр, узбережжя Егейського моря) та Іран (Загрос, Фарс). В Егейському морі гніздиться тільки на Лесбосі.
В Україні дятел середній осілий та кочівний птах лісової та лісостепової смуги (крім Карпат), а також окремих північних районів степової зони. Під час зимових кочівель трапляється в Запорізькому Придніпров'ї та Приазов'ї.

## Місця існування
Населяє зрілі широколистяні і хвойно-широколистяні ліси, розташовані на рівнинах, в долинах річок і передгір'ях. Рідше оселяється в старих закинутих парках і яблунево-грушевих садах на межі листяного лісу. Анатомічні особливості середнього дятла меншою мірою пристосовані до довбання, з цієї причини його місця проживання, здебільшого, пов'язані з ділянками хворих і сухих дерев. На більшій частині Європи вони майже завжди пов'язані з посадками різних порід дуба, часто з домішками граба звичайного, в'яза, вільхи, ялини, бука або ясена. Найбільша щільність поселень, близько 100 особин на км2, досягається в стиглих дубово-грабових дібровах. Птахи уникають характерних для Середньої Європи чистих, без домішок дуба, грабових та букових лісів, а також досить молодих (до 60 років) і, навпаки, стиглих дібров. На півночі і північному сході ареалу характер лісу помітно змінюється — дятел часто гніздиться у вільхово-ясеневих заболочених низинах, як із густим деревостаном, так і розрідженим. На південному сході населяє заплавні ліси з чагарниками осокора і верби, часто захаращені і з великою кількістю гнилої деревини.

## Чисельність
Чисельність в Європі оцінена в 140–310 тис. пар, в Україні — 6.0—9,5 тис. пар. Чисельність стабільна.

## Розмноження
До розмноження приступає в кінці першого року життя. Моногамний, на відміну від інших строкатих дятлів, пари найчастіше зберігаються протягом тільки одного сезону. Утворення пари відбувається трохи раніше, ніж у звичайного дятла — у проміжку між серединою квітня та початком травня. Цьому передує період токування: з кінця лютого — початку березня птахи обох статей стають збудженими, постійно перелітають з місця на місце і видають характерні нявкаючі звуки, що замінюють їм барабанний дріб, характерний для шлюбної поведінки інших строкатих дятлів. Характерні демонстративні пози — скуйовджений чубчик у сидячого на гілці птаха і пурхання самця біля місця майбутнього гнізда; останнє може супроводжуватися легким постукуванням дзьоба по дереву або барабанним дробом. Птахи не ганяються один за одним — при віддаленні одного другий залишається байдужим. У період токування дятли ще не мають власної території і, так само, як і взимку, широко кочують у межах лісової ділянки. З настанням тепла шлюбна активність постійно зростає, і до початку відкладання яєць птахи встигають поміняти по 3-4 статевих партнера. З утворенням пари і облаштуванням дупла шлюбна активність різко припиняється, відбувається парування. Буває, що крики чути і в червні, проте вони належать холостим, особинам, що залишилися без пари.
- Яйця в оологічній колекції
- Дорослий птах годує пташеня, що виглядає з дупла

Дупло, місце для якого вибирають обидва партнери, розташовується недалеко від галявини або узлісся в стовбурі або масивній бічній гілці листяного дерева. Здебільшого, деревина дуже м'яка — повністю трухлява або, принаймні, з помітними ознаками гниття. Іноді використовується торішнє гніздо інших дятлів, яке розширюється зсередини. Зазвичай дупло розташоване невисоко, на висоті від 1,5 до 3 м від поверхні землі. Будівництво дупла займає від 8 до 20, а іноді і більше днів, при цьому інтенсивність довбання та участь кожного партнера нерівномірні: часом працює, епізодично, тільки самець, а деколи, інтенсивно, обидва члени пари. У кладці 4-5, частіше всього 5-6 яєць. Яйця мають овальну або округло-овальну форму, досить тонку та блискучу порцеляново-білу шкаралупу. Середній розмір яєць 24,10×18,69 мм. Тривалість висиджування, в якому беруть участь обидва члени пари (вночі у гнізді перебуває самець), 11-14 (в середньому 12) діб. Вилуплення може бути як синхронним, так і розтягнутися на дві доби. Пташенята з'являються на світ голими і безпорадними. Вигодовуванням і чищенням гнізда приблизно порівну займаються обоє батьків, добуваючи корм на відстані не далі ніж 100–150 м від дупла, кожен на своїй ділянці. У віці 20-26 днів пташенята стають на крило, однак, ще протягом 8-11 днів виводки тримаються разом, при цьому дорослі птахи час від часу підгодовують їх.

## Живлення
Раціон майже повністю складається з тваринних кормів. У сезон розмноження він мало чим відрізняється від звичайного дятла, однак у пошуках поживу середній дятел неохоче довбає кору і рідко вживає в їжу личинок комах-ксилофагів, захованих під нею. Здебільшого, птах швидко пересувається з одного місця на інше, обстежуючи при цьому стовбури дерев, гілки та поверхню листя у пошуках різних безхребетних. На відміну від більших видів, пересувається навіть по тонких гілочках і, подібно до синиць, іноді звішується на кінчику. Перевагу надає сухостою, близько третини часу здобуває поживу в деревині сухих дерев. Так само, як і деякі інші строкаті дятли, іноді практикує так звану «кузню» — розколину в корі або самостійно зроблений отвір, куди вставляє горіхи та насіння перед їх довбанням. Однак у порівнянні зі звичайним дятлом у середнього ця функція розвинена значно слабше, і «кузня» зазвичай не використовується більше 3-4 разів. У великих кількостях поїдає гусінь метеликів (у тому числі волохату, яку не чіпають інші птахи), імаго жуків (каптурників, м'якотілок, турунів, вусачів, листоїдів, довгоносиків, коваликів, мелирід, псевдослоників, стафілінів (жуків-хижаків), лялечок та імаго перетинчастокрилих (мурашок, бджіл, рогохвостів, пильщиків), двокрилих (ситняг, комарів, довгоноги), клопів, попелиць та інших комах. Восени і взимку частка певних груп комах падає, а інших зростає (так, за деякими даними певну частку мурашок заміняють клопи). Крім того, в холодну пору року невелику частину раціону складає рослинна їжа — жолуді, зерна ячменю і пшениці, плоди (горіхи) ліщини звичайної, бука і волоського горіха, зрідка насіння хвойних порід дерев.

## Охорона
Вид занесений до Додатку ІІ Бернської конвенції (охоронна категорія: підлягає особливій охороні). На регіональному рівні в Україні занесений до Червоних списків тварин Дніпропетровської і Сумської областей.

## Систематика
У наш час більшість дослідників у межах виду виділяють 4 підвиди:
- D. m. medius (Linnaeus, 1758) — від західної і північної меж ареалу на схід — до західних областей Росії, на південь — до Італії і Балканського півострова;
- D. m. caucasicus (Bianchi, 1904) — північна Туреччина, Великий Кавказ, Закавказзя, північно-західний Іран;
- D. m. anatoliae (Hartert, 1912) — західна і південна Мала Азія.
- D. m. sanctijohannis (Blanford, 1873) — гори Загрос в Ірані.[5]

## Галерея

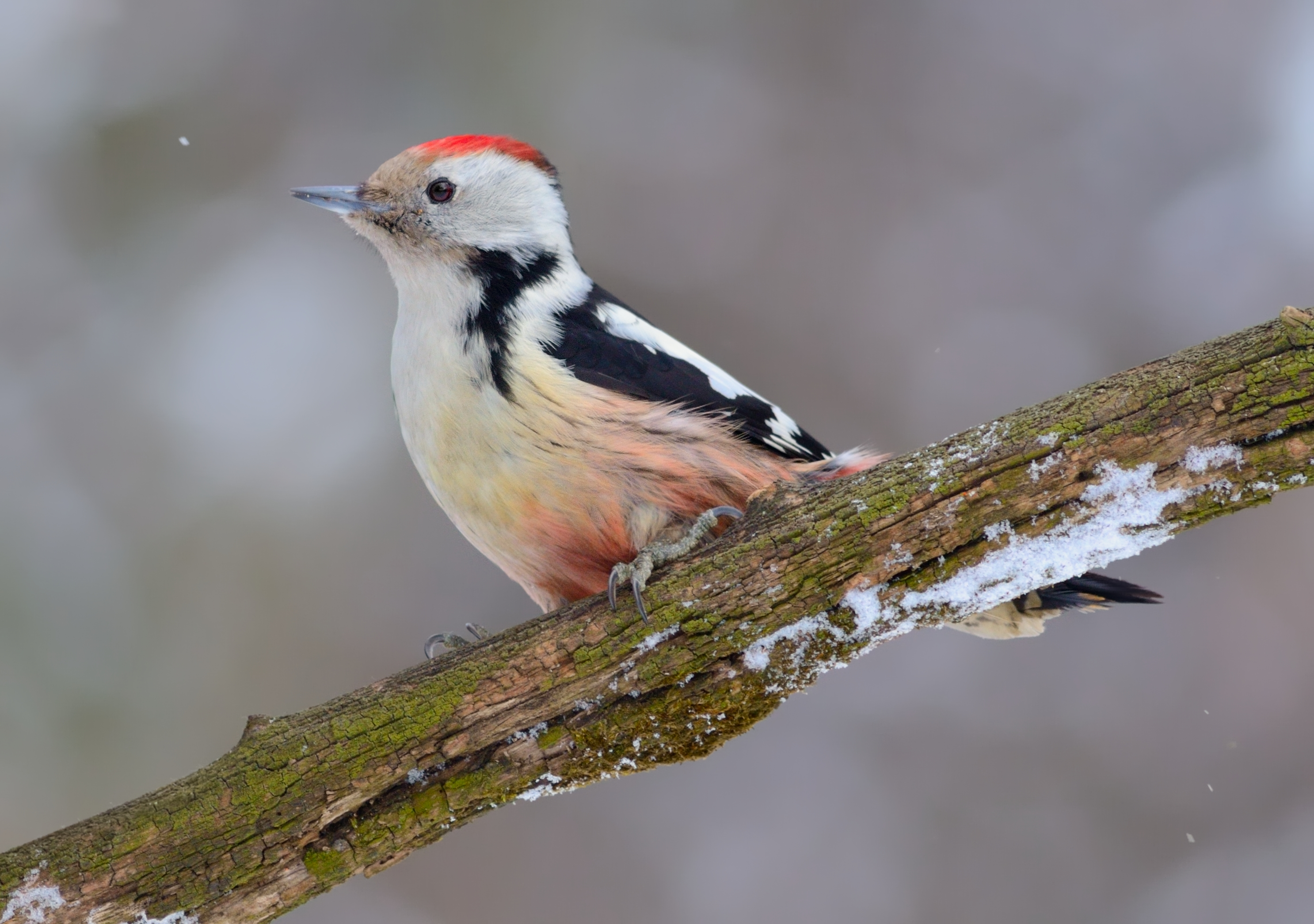
У Голосіївському природному парку, Київ.
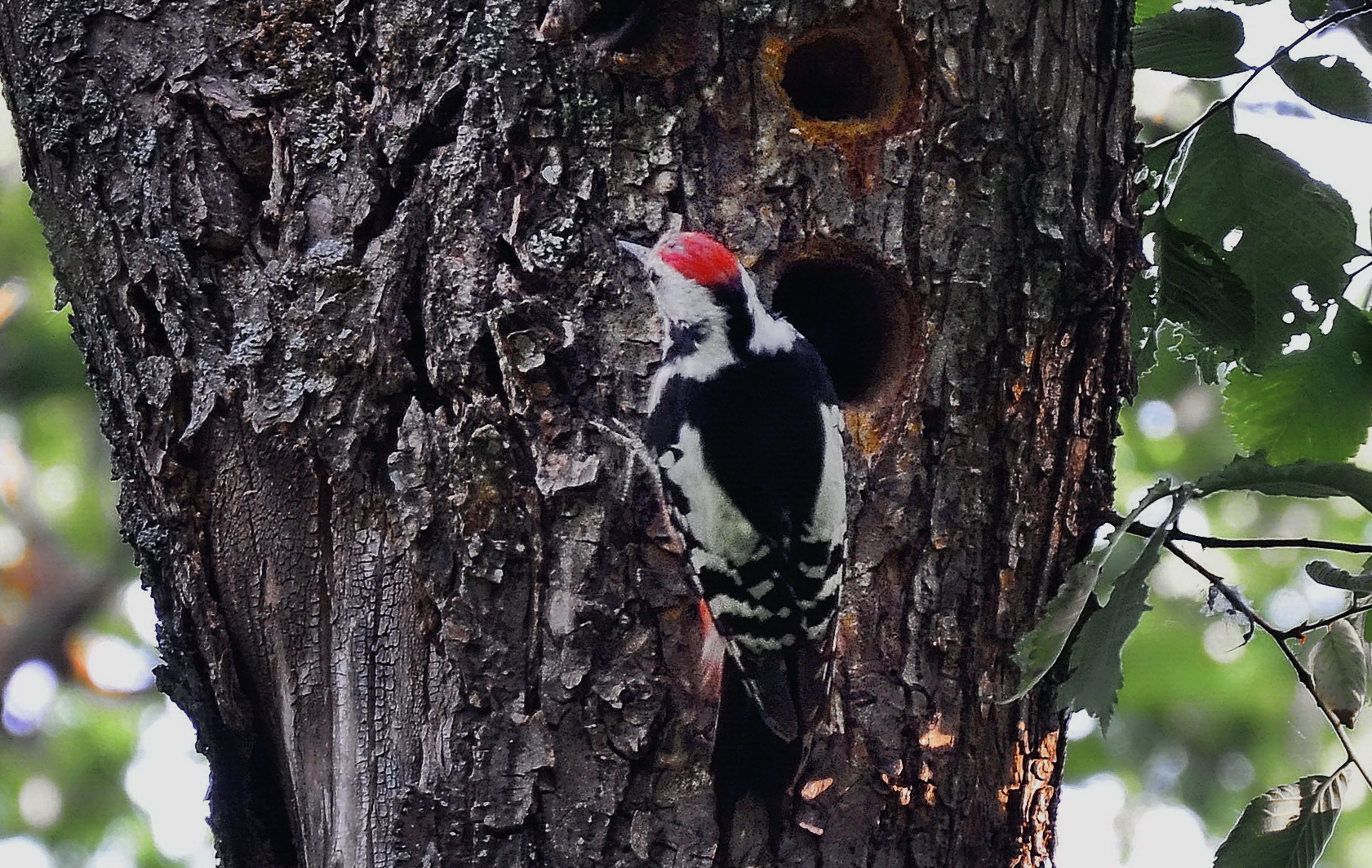
Дя́тел біля домоволодіння